# Людина у високому замку (телесеріал)
«Людина у високому замку» (англ. The Man in the High Castle) — американський вебсеріал у жанрі альтернативної історії та антиутопії створений компаніями Amazon Studios, Scott Free, Headline Pictures, Electric Shepherd Productions та Big Light Productions. В основу сюжету лягла книга 1962 року «Людина у високому замку», яка була написана Філіпом Діком.
Це альтернативна історія, у якій країни Осі на чолі з Гітлером перемогли у Другій світовій війні. Сполучені Штати розділили на три частини: маріонеткова держава Японії — Японські Тихоокеанські Штати, територія яких простяглась на захід від Скелястих гір; маріонеткова держава Третього Рейху, яка включає в себе східні території Сполучених Штатів; та Нейтральна Зона, яка є буферною зоною між ними. Долі різних людей в протиборчих таборах поєднують кіноплівки, де зображено інші світи, де історія пішла іншим шляхом. Це спонукає одних до дослідження паралельних світів, інших — до визволення свого.
Прем'єра пілотного епізоду відбулась 15 січня 2015 року, і він став «одним із найбільш переглядуваних за історію створення оригінального контенту компанією». 18 лютого 2015 року було замовлено 5 епізодів серіалу, а решту 5 епізодів вийшли 20 листопада 2015 року. Прем'єра другого сезону, також із десяти епізодів, відбулася 16 грудня 2016 року. Третій сезон вийшов 5 жовтня 2018 року, а фінальний четвертий розпочався 15 листопада 2019.

## Сюжет

Сполучені Штати розділені на три частини: Японські Тихоокеанські Штати на заході, Великий Третій Рейх на сході та Нейтральна Зона по центру, як показано у заставці серіалу.

### Альтернативна історія
У серіалі є багато посилань до подій, які призвели до перемоги країн Осі у Другій світовій війни, так само як і в романі. Точка, де альтернативна та реальна історія починають розходитись, була згадана власником антикварного магазинчика Робертом Чілденом. Він згадує, що Франклін Рузвельт був убитий (можливо Джузеппе Зангарою, який насправді вбив мера Чикаго тоді, як президент Рузвельт був поруч з ним). А також, обенгруппенфюрер СС Джон Сміт згадує, що «занепад зруйнував країну ще до війни». Зрештою, армія Сполучених Штатів через затягнуту в підсумку Велику депресію була не настільки сильною, щоб бути в змозі допомогти союзникам у боротьбі з Німеччиною, чи захистити себе від Японії на сході. Німеччина винайшла ядерну бомбу до того як це зробили американці, що і призвело до її перемоги у війні. У серіалі було показано, що люди святкують «День В. А.», день, коли нацисти підкорили Америку у 1947 році, після захоплення її уряду в 1945 році.
Деякі герої згадують, що нацисти скинули на Вашингтон ядерну бомбу, змусивши Америку здатися на тлі капітуляції її союзників. Бомбу пізніше називають «винаходом Хайзенберга», припускаючи, що в альтернативній дійсності Вернер Хайзенберг брав участь у створенні бомби. Але у реальності, Хайзенберг в червні 1942 року сказав нацистам, що розробка такої бомби була б неймовірно важкою. Також, у серіалі згадано, що Сталіна страчено у 1949 році. 

Країни Осі стали наддержавами. Проте, у зв'язку із більшим технічним та економічним потенціалом Німеччини, Третій Рейх розвиненіший за Японію. У той же час Японія стає вірнішою своїм традиціям та ліберальнішою до підкорених держав. У серіалі мало розповідається про Муссоліні та Італію.

Прапор американської території Великого Третього Рейху

### Події серіалу

#### Перший сезон
Головними персонажами є Джуліана Крейн, Френк Фрінк, Джо Блейк, Джон Сміт та Нобусуке Таґомі, історії яких переплітаються впродовж серіалу. Події розгортаються у 1962 році, коли з пануванням Третього Рейху та Японії над США більшість населення змирилася або й схвалює його. Проте насувається новий перерозподіл світу і триває підпільна діяльність борців проти окупації.
Джуліана Крейн — дівчина із Сан Франциско, зіштовхується із рухом опору, коли її зведену сестру Труді вбивають люди з Кемпейтаю, відразу після того, як вона передає Джуліані секретну кінострічку. На стрічці записано кадри, де показано, що Німеччина та Японія насправді не перемогли у Другій світовій війні. Фільм названо «І обважніє коник», він є частиною кінохроніки, яку збирає чоловік знаний як «Людина у високому замку». Джуліана вважає, що кінохроніка показує якусь альтернативну реальність, і що вона є частиною правди про існування кращого світу. Її хлопець, Френк Фрінк (який приховує своє єврейське коріння, щоб уникнути розправи з боку нацистів), вважає, що кінохроніка ніяк не пов'язана із реальними подіями та є засобом пропаганди. Джуліана дізнається, що Труді мала перевезти фільм до Кенйон Сіті, Колорадо, у Нейтральну зону, де її мав хтось зустріти. Джуліана вирішує зробити це замість сестри. Вона приїжджає до Кенйон Сіті, та зустрічає Джо Блейка. На кадрах хроніки Джуліана впізнає Френка, де зображено як його страчують.
Джо — двадцятисемирічний хлопець із Нью-Йорка, подвійний агент, що працює на обергруппенфюрера Джона Сміта. Він приєднується до опору проти окупантів, але насправді має доручення вислідкувати того, хто мав передати фільм. Сміт в цей час укріплює своє становище, здобуваючи більшу владу завдяки викриттю повстанців.
Нобусуке Таґомі — високопоставлений японський чиновник у Сан-Франциско. Він таємно зустрічається із чиновником від Третього Рейху Рудольфом Вегенером, який прилітає до Америки під ім'ям Віктора Бейнса, шведського бізнесмена. Таґомі та Вегенер занепокоєні тим, що у зв'язку хворобою Паркінсона старого Гітлера, той невдовзі або помре, або буде змушений піти у відставку. А наступник Гітлера має плани скинути на Сан Франциско ядерну бомбу, щоб позбутись японців та захопити всю Америку. Тим часом, Японія та Третій Рейх ведуть між собою холодну війну, і Японія є технічно відсталою країною у порівнянні із Третім Рейхом.
Френка Фрінка пізніше беруть під арешт, коли японці починають підозрювати, що Джуліана пов'язана із рухом опору. Він відмовляється свідчити проти неї, тому японці тиснуть на нього, вбивши сестру Фрінка та її дітей під приводом того, що вони євреї. Тоді у Фрінка зароджується план помсти шляхом убивства японських кронпринца та принцеси під час їхнього візиту до Америки, але пізніше йому бракує духу цього зробити. Таґомі на мить переноситься у світ, де союзники перемогли, і так само несподівано повертається.

#### Другий сезон
Джо за посередництва контрабандистів доставляє фільм Сміту, після чого відмовляється далі працювати на нього. Джуліана знаходить «людину у високому замку» та його колекцію кінохронік. Цей загадковий чоловік розповідає, що кожна хроніка показує іншу реальність. Причому на всіх плівках, де є одна людина в подобі нациста, на Сан Франциско в 1962 році скидають атомну бомбу. Під час перестрілки з японцями Джуліані вдається втекти, прихопивши плівки, і знайти притулок у Рейху. Сміт розуміє важливість плівок, якими вона володіє, тому Джуліану не переслідують аби вона вивела Сміта на інших повстанців. Тим часом японські спецслужби добувають креслення ядерної бомби. Сміт отримує завдання від Адольфа Гітлера знайти «людину у високому замку».
Френк Фрінк опиняється під підозрою у замасі на кронпринца. Він вказує адвокату Полові Касаурі, що старожитності з його колекції підробка, виконана самим Фрінком для торгівця Роберта Чілдена. Через це якудза хочуть використати його для виготовлення інших підробок. Він здогадується про створення японцями бомби та намагається завадити цьому, готуючи теракт.
Джо дізнається від Сміта, що є результатом програми «Лабенсборн» з виведення «расово чистих» осіб і його біологічний батько — це нацистський високопосадовець Мартін Гойсман. Мартін пропонує йому переїхати до Німеччини і той поступово приймає своє походження. Коли Гітлер помирає, саме Гойсман замінює його та покладає великі надії на сина.
Таґомі роздумує над своїми видіннями іншого світу, де попри поразку Японії, його родина жива. Він переконаний, що зможе допомогти створити подібний світ, але дізнається, що війна між Рейхом і Японією практично неминуча. Френк доставляє бомбу на місце зібрання японських високопосадовців і підриває її. Таґомі за збігом обставин не прибуває вчасно та лишається неушкодженим.
Гойсман розробляє план швидкого нападу на Японію впродовж двох тижнів. У прийдешній війні він вважає виправданим допустити багатомільйонні жертви серед американців задля настання світу без війн під владою Третього Рейху. Це змушує Джо засумніватися в нацистських ідеалах.
Джуліана розчаровується в ідеології опору, але лишається в ньому, щоб завадити  високопосадовцю Діксону, що хотів оприлюднити таємницю про генетичну хворобу Сміта. Розуміючи, що на місце дискредитованого Сміта прийде хтось гірший, Джуліана застрелює Діксона. Після цього вона впізнає в ньому особу, смерть котрої в усіх світах приводить до знищення Сан Франциско.
Сміт підмовляє Джо завадити Гойсманові, застерігаючи про спустошливу атаку японців у відповідь. Той погоджується і передає батькові плівку з записом вибуху американської термоядерної бомби з іншого світу, видаючи це за японські випробування. Паралельно Сміт переконує нацистських політиків, що Гойсман вбив Гітлера і планує війну, яка знищить Рейх. Мартіна з Джо заарештовують за наказом нового фюрера Генріха Гіммлера. Сміт здобуває славу як викривач зрадника. В цей час його син Томас виявляється невиліковно хворим, що загрожує репутації родини. Сміт намагається приховати це, розігравши викрадення сина повстанцями, але Томас сам здається службі евтаназії. Джуліана спалює забрану в Діксона плівку. «Людина у високому замку», Ньюторн Абандсен, каже їй, що в усіх варіантах історії Джуліана лишається тією ж і приводить її до живої сестри. До Таґомі приходить контрабандист з ящиком, повним кіноплівок.

#### Третій сезон
Гойсмана з Джо кидають до в'язниці, де Джо примушують застрелити батька. «Промивши мізки», його незабаром випускають. Образ Томаса Рейх використовує в пропаганді як приклад самовідданого служіння нацистській ідеології. Однак проти Сміта починається кампанія в пресі, покликана дискредитувати його, позаяк в його дочок виявляється та ж хвороба, що в Томаса. Джуліана дізнається, що прибула Труді походить з іншого світу. Разом з Таґомі вона розкриває існування людей, здатних силою думки мандрувати між реальностями. Абандсен розповідає їй як створив пропагандистський фільм, а потім познайомився з мандрівниками між світами, котрі почали приносити йому кінохроніки з рідних реальностей. В цей же час Сміт, займаючись питанням автентичності кіноплівок з архіву Гітлера, довідується про нацистський проєкт «Діе Ебенвельт» зі штучного перенесення людей між світами. Рейх відрізає Японії шляхи постачання ресурсів, тоді як японці вже насправді намагаються створити власну ядерну зброю.
У Джуліани виникають видіння її життя в іншому світі. Вона розшукує «людину у високому замку», щоб побачити забрану ним плівку зі зніманням «Діе Ебенвельт». Вона передчуває, що завершення цього проєкту загрожує іншим реальностям, а фільми можуть переконати людей у можливості повалити Третій Рейх. Її з сестрою схоплюють японці, але Таґомі наказує відпустити обох, оскільки впевнений, що він них залежить майбутнє Японії. Гіммлер проголошує Сміта рейсхмаршалом Американського Рейху. Використовуючи його, Гіммлер планує остаточно асимілювати Америку.
Фрінк переховується в Нейтральній зоні в єврейській общині. Несподівано для нього, його малюнки стають популярними серед підпілля. Джуліана знову зближується з Джо, але викриває, що той володіє кресленнями «Діе Ебенвельт». Вона вбиває його, забирає креслення та вирушає на схід завадити будівництву пристрою. Тим часом Сміт цікавиться паралельними світами, позаяк бачив на плівках свого сина живим.
Таґомі чинить тиск на Сміта, розповідаючи йому, що знає про «Діе Ебенвельт». Він розкриває рейхсмаршалу, що подорожувати між світами можливо й без машини, і що саме Таґомі доставив плівку із записом випробувань бомби. Підпілля з'ясовує де знаходиться проєкт, але Джо схоплюють японські спецслужби і страчують. Абандсена вислідковують на фермі «Високий замок» і заарештовують люди Сміта. В той же час дружина Сміта Гелен розчаровується в нацистській ідеології, стосунки подружжя дедалі гіршають. Врешті Гелен з дочками переселяється в Нейтральну зону.
Сміт повідомляє Гіммлеру про загрозу для «Діе Ебенвельт» і прибуває до пристрою, розташованого в шахтах біля природної квантової аномалії. В той же час Джуаліана з повстанцями пробирається туди крізь покинуті тунелі. Випробування машини, однак, проходять невдало — піддослідні гинуть, крім одного, що безслідно зникає. Гіммлер вважає це кроком до панування Рейху над Мультивсесвітом. Він знімає ембарго на нафту, щоб убезпечити проєкт. Повстанців схоплюють, Джуліана опиняється в полоні. Гіммлер та Сміт беруть участь в поваленні статуї Свободи як символу старого життя. Японські найманці під час святкування «Року Нуль» американської історії ранять Гіммлера. Абандсен розповідає Сміту, що людина може перейти лише до того світу, в якому її не існує, тому плани завоювання Мультивсесвіту силою марні. Джуліана силою думки переноситься до іншої реальності в ту мить, коли Сміт намагається зупинити її пострілом.

#### Четвертий сезон
Джуліана опиняється в світі, де її рятують тамтешні Сміт і Томас. Це світ, де країни Осі зазнали поразки, проте наука постійно зазнає невдач. Джуліана обживається там і вчить групу дітей подорожувати між світами. Під час медитації вона бачить якісь підказки від Таґомі в місці між світами, та наближення невідомих осіб. Тим часом Таґомі вбивають нацистські спецслужби. Через це зростає напруга між японською армією та імператорською родиною. Кемпейтай на чолі з Такеші Кідо розшукує вбивцю та викриває організацію повстання темношкірих. Рейх вторгається в Нейтральну зону, в ході боїв плівки згорають.
Нацисти засилають до інших світів шпигунів, які приносять технологічні й культурні здобутки, гальмуючи розвиток тих технологій, що перевершують Рейхівські. Сміт побоюється, що прибульці з інших світів можуть вторгнутися в його світ. Одночасно він довідується, що в інших реальностях Томас живий і здоровий. Джуліана розуміє, що невдачі світу, де вона опинилася — невдалі запуски ракет, загибель учених, — це саботаж з боку нацистів її рідного світу. Сміт забирає дочок до Рейху, проте зауважує, що старша дочка цікавиться забороненою музикою. Роберт Чілден втирається в довіру до родини імператора Японії, що викликає підозри Такеші Кідо. В Чілдена влаштовують аукціон для імператора, який обирають ціллю для теракту темношкірі комуністи на чолі з Белл Меллорі. Вони вбивають багатьох високопосадовців і захоплюють Чілдена, котрий обіцяє служити їм в обмін на життя. Джуліану намагаються вбити прибулі нацисти, але замість неї гине двійник Сміта.
Скориставшись смертю двійника, обергруппенфюрер вирушає до того світу і займає місце тамтешнього Джона Сміта. Він бачить, що Томас збирається вирушити на війну у В'єтнамі та намагається віднадити його, боячись втратити знову. Та йому не вдається переконати Томаса, після чого Джон повертається до своєї реальності. Джуліана повертається та розповідає повстанцям про інші світи. Теракт Белл спонукає японську владу піти на переговори, повстанці вимагають автономної території для темношкірих. Такеші Кідо вважає це зрадою та намагається завадити, попри загрозу потрапити під трибунал. В результаті на повстанців починаються облави, а Чілдена планують убити, та зрештою відпускають. У той час Абендсена вербують для пропаганди на телебаченні. Джуліана здогадується, що в його виступах зашифровано послання, з якого слідує, що Джон Сміт приведе світ до нової світової війни, але його можна вбити, коли він їхатиме до «Діе Ебенвельт» на потязі. Паралельно споряджена Белл група підриває нафтопровід, що позбавляє японців палива. Імператор оголошує про вивід військ з Тихоокеанських штатів, даючи їм незалежність.
Перед поверненням до Японії Такеші Кідо потрапляє в руки повстанців, але йому вдається втекти. Чілден одружується зі своєю служницею Юкіко та вирішує поплисти з нею за океан. Однак, його не пускають на корабель попри підкуп. Чілден домовляється з якудза про подорож в Японію, даючи взамін свою крамницю.
Скориставшись відсутністю японців, Рейх планує вторгнення в Тихоокеанські штати через Нейтральну зону під приводом захисту білих від темношкірих. Гіммлер доручає керувати операцією Джонові Сміту. Джуліана замислює схилити Гелен на свій бік аби вбити Сміта. Для цього повідомляє їй про плівки. Коли Джона викликають у Берлін, Гелен знаходить плівки, де бачить Томаса, і зустрічається з Джуліаною. Гестапо однак зриває зустріч, підіславши убивцю. Повернувшись додому, Гелен розкриває, що за нею слідкувало керівництво Рейху і їхні розмови виставляють Джона неблагонадійним. На особистій розмові з Гіммлером Джон убиває його (за допомогою балону з газом «Циклон», яким було підмінено кисневий балон) та всю нацистську верхівку, крім лояльного Вільгельма Герцманна. Герцманн стає новим фюрером і відкликає війська.
Джон Сміт стає рейхсфюрером на американській території та оголошує про намір об'єднати США, зробивши державу незалежною. Проте по суті він продовжує завоювання, плановане Гіммлером. Белл зламує телесигнал і звертається до народу із закликом не йти на війну. Гелен знаходить документи з планами розміщення концтаборів для кольорових і вагається на чий бік стати: чоловіка чи Джуліани. Джон розповідає їй про «Діе Ебенвельт» та пропонує вирушити в інший світ аби викрасти Томаса. Гелен відмовляється, визнавши, що той Томас інша людина. Їдучи в потязі, Джон віддає наказ про початок вторгнення, та в цю мить Джуліана з повстанцями підривають колію. Сміт виживає, але застрелюється, вторгнення припиняється і загроза іншим світам зникає. Міжсвітовий прохід сам собою відкривається, з нього повертаються інші мандрівники світами, які зробили цю перемогу можливою.

### Кінохроніки
На відміну від роману, «І обважніє коник» — це кінохроніка, а не роман, доставлена мандрівниками між світами. Ключовою особливістю серіалу є те, що кадри з цієї кінохроніки здаються малоймовірними для більшості, сприймаючись переважно як підробка. Попри це, придбання фільмів цієї серії кінохроніки є основною метою багатьох з головних персонажів. Демонстрація того, що можливий інакший світ, крім насталого, загрожує владі як Рейху, так і Японії.
Однак, кінохроніка показує різні часові виміри: вони відрізняються і від історії у серіалі, і від дійсної історії, залежно від світу походження. Головними подіями, які показані у кінострічці, є масова страта людей після ядерної атаки на Сан Франциско, правління Сталіна у 1954 році, в той час як у нашому світі він помер у 1953 році (а згідно подій серіалу, його стратили у 1949 році), випробування американцями термоядерної бомби, запуск проєкту «Діе Ебенвельт» тощо.

## Акторський склад
| Актор/актриса       | Роль            | Характеристика |
| ------------------- | --------------- | --- |
| Алекса Давалос      | Джуліана Крейн  | Жителька окупованого японцями Сан Франциско. Її мати не розділяє схвальне ставлення дочки до японців, оскільки ті вбили її чоловіка під час війни. Вбивство японськими спецслужбами її сестри Труді через загадкову кіноплівку спонукає Джуліану знайти людину, якій плівка була адресована. Познайомившись із підпіллям та побачивши інші кінохроніки, вона дізнається, що саме її вибір ключовий для того, чи підкорить Рейх Америку остаточно. З часом Джуліана відкриває в собі здатність пригадувати життя своїх двійників з інших світів, що допомагає діяльності підпілля. |
| Руперт Еванс        | Френк Фрінк     | Ювелір та працівник фабрики, де виробляється підробний антикваріат. Як його справжні вироби, так і підробки високо цінуються японськими колекціонерами. Має єврейське походження, котре змушений приховувати через нацистський антисемітизм. Колишній бойфренд Джуліани. Приєднавшись до Західного опору, здійснює теракт в штабі японського генералітету, після чого зазнає опіків, які спотворили його обличчя. Переховуючись у єврейській общині, приймає юдаїзм, після чого його схоплюють японці та страчують. |
| Люк Клейнтанк       | Джо Блейк       | Агент СС, що під виглядом новобранця проникає до антинацистського підпілля. Поступово починає сумніватися в ідеалах Третього Рейху. Розкривши, що народжений за проєктом «Лабенсборн», а його біологічним батьком є Мартін Гойсман, намагається переконати його не починати війну проти Японії. Коли Гіммлер оголошує обох зрадниками, Джо у в'язниці психологічно ламають і він стає фанатичним слугою Рейху. Джуліана, зауваживши цю зміну, вбиває його. |
| Ді-Джей Кволлс      | Ед Маккарті     | Найкращий друг Френка, що працює разом з ним на фабриці. У другому сезоні приєднується до Чілдена, в третьому сезоні подорожує з ним у Нейтральну зону. |
| Кері-Хіроюкі Тагава | Нобусуке Таґомі | Міністр торгівлі Тихоокеанських Штатів Японії. Втратив на війні дружину та сина, тому співпрацює з Рудольфом Вегенером аби запобігти новій війні між Японією і Рейхом. З часом відкриває у собі здатність силою думки подорожувати між світами, де попри поразку Японії у Другій світовій війні його син живий. Таґомі отримує від нього плівку з записом випробувань американцями термоядерної бомби, яку підкидає Рейху, видаючи за японські випробування. Це допомагає відкласти війну, проте Таґомі переслідують нацисти з метою вбити. Дає притулок Джуліані та, користуючись своєю владою, захищає її від японських спецслужб. |
| Руфус Сьюелл        | Джон Сміт       | Обергруппенфюрер СС, що бореться з Опором у Нью-Йорку. Просуваючись по службі, стає об'єктом пропаганди Рейху як зразковий американець. В той же час виявляє, що в його дітей Томаса, Дженіфер та Емі є генетична хвороба, яку намагається приховати, щоб відвести підозри в «расовій нечистоті». Його син Томас під впливом пропаганди погоджується на евтаназію. Сміт завдяки своєму впливу тримає це в таємниці, виставивши смерть сина як атаку з боку повстанців. Розкриття «змови» Гойсмана проти Гіммлера стає запорукою того, що Сміта підвищують у званні до оберстгруппенфюрера, а потім рейхсмаршала. Разом із тим його сімейне життя розладнується, дружина Гелен віддаляється від нього. Цікавлячись кінохроніками, Джон виявляє на них Томаса з альтернативної реальності та прагне дізнатися більше про подорожі між світами. Сміт відвідує світ, де Томас живий, а Америка вільна. Проникшись ідеєю вільної Америки, він убиває верхівку Третього Рейху та планує створити незалежну нацистську державу. У фіналі застрелюється, переконавшись у правильності власних слів, що перемогу приносить не зброя, а воля до перемоги, котра у повстанців сильніша. |
| Джоел де ла Фуенте  | Такеші Кідо     | Голова японської військової поліції, розташованої в Сан Франциско. Співпрацює з обергруппенфюрером Джоном Смітом для запобігання війні між Японської імперією і Третім Рейхом. Після теракту в штабі японського генералітету стає найстаршим за званням в усьому Сан-Франциско. Має сина Тору, котрого прагне просунути по військовій службі, але той переживає через злочини, які вчинив на службі імперії. Пізніше син тікає від нього і встряє у борги, але Такеші викупляє його в обмін на службу якудза радником. |
| Бреннан Браун       | Роберт Чілден   | Власник антикварної крамниці в Нейтральній зоні, що має таємну угоду з Френком про постачання підробок. Він керується передусім комерційною вигодою, а завдяки знанню японської культури з часом стає постачальником старожитностей для родини імператора Японської імперії. Зрештою одружується на японці та вирушає вслід за нею за океан. |
| Каллум Кіт Ренні    | Гері Корнелл    | Лідер Опору західного узбережжя і бойовик Абендсена. Прямолінійний і жорстокий, він не цурається втрат на шляху боротьби з нацистами. Планує пожертвувати Джуліаною, оголосивши її зрадницею. Після організації вибуху в штабі японського генералітету, був заарештований і страчений за кадром. |
| Белла Хіткот        | Ніколь Дормер   | Подруга Джо Блейка в Берліні, кінорежисерка. Народилася в проєкті «Лабенсборн», втілюючи ідеал арійської раси. У третьому сезоні приїжджає до Нью-Йорка, де знімає пропагандистські фільми для Рейху за участю Джона і Томаса. |
| Рік Ворті           | Лем Вашинґтон   | Темношкірий учасник повстання, що володіє рестораном у Нейтральній зоні, в Кенйон-сіті. Він відданий своїй родині та боротьбі з окупантами Америки, не приймаючи компромісів, і ставиться з підозрою до незнайомців, у тому числі Джуліани. Пізніше приєднується до Белл. |
| Френсі Тернер       | Белл Меллорі    | Очільниця комуністичного повстання темношкірих у Сан-Франциско. Організовує теракти й диверсії, покликані похитнути владу японців і довести повноцінність темношкірих. На відміну від Лема, користується допомогою білих. В дитинстві вона пройшла через японські концтабори, проте зуміла втекти. Через програму стерилізації «нижчих рас» не може мати дітей. Її метою є здобуття автономії Тихоокеанських штатів. Фігурує в 4-му сезоні. |
| Стівен Рут          | Готорн Абендсен | Лідер американського антифашистського руху опору, знаний як «Людина у високому замку». |

## Епізоди
| Сезон | Сезон | Епізоди | Оригінальні покази | Оригінальні покази | Оригінальні покази українською | Оригінальні покази українською |
| Сезон | Сезон | Епізоди | Прем'єра           | Фінал              | Прем'єра                       | Фінал                          |
| ----- | ----- | ------- | ------------------ | ------------------ | ------------------------------ | ------------------------------ |
|       | 1     | 10      | 15 січня 2015      | 20 листопада 2015  |                                |                                |
|       | 2     | 10      | 16 грудня 2016     | 16 грудня 2016     |                                |                                |
|       | 3     | 10      | 5 жовтня 2018      | 5 жовтня 2018      |                                |                                |
|       | 4     | 10      | 15 листопада 2019  | 15 листопада 2019  |                                |                                |

## Українське озвучення
Українською мовою 1-3 сезони серіалу озвучено студією НеЗупиняйПродакшн.
Ролі озвучували:
- Джуліана Крейн — Юлія Шаповал
- Френк Фрінк, офіцер Ділс, капітан Коннолі, Томас Сміт — Андрій Соболєв
- Джо Блейк, Ед, Котомічі, сержант Йошіда — Олександр Солодкий
- Міністр торгівлі Таґомі, Такеші Кідо, Роберт Чілден, Рейнгард Гейдріх — Сергій Солопай
- Обергруппенфюрер Джон Сміт, Рудольф Веґенер, Лем Вашинґтон — Роман Молодій
- Гелен Сміт, Карен та інші жіночі ролі — Ганна Соболєва

## Виробництво

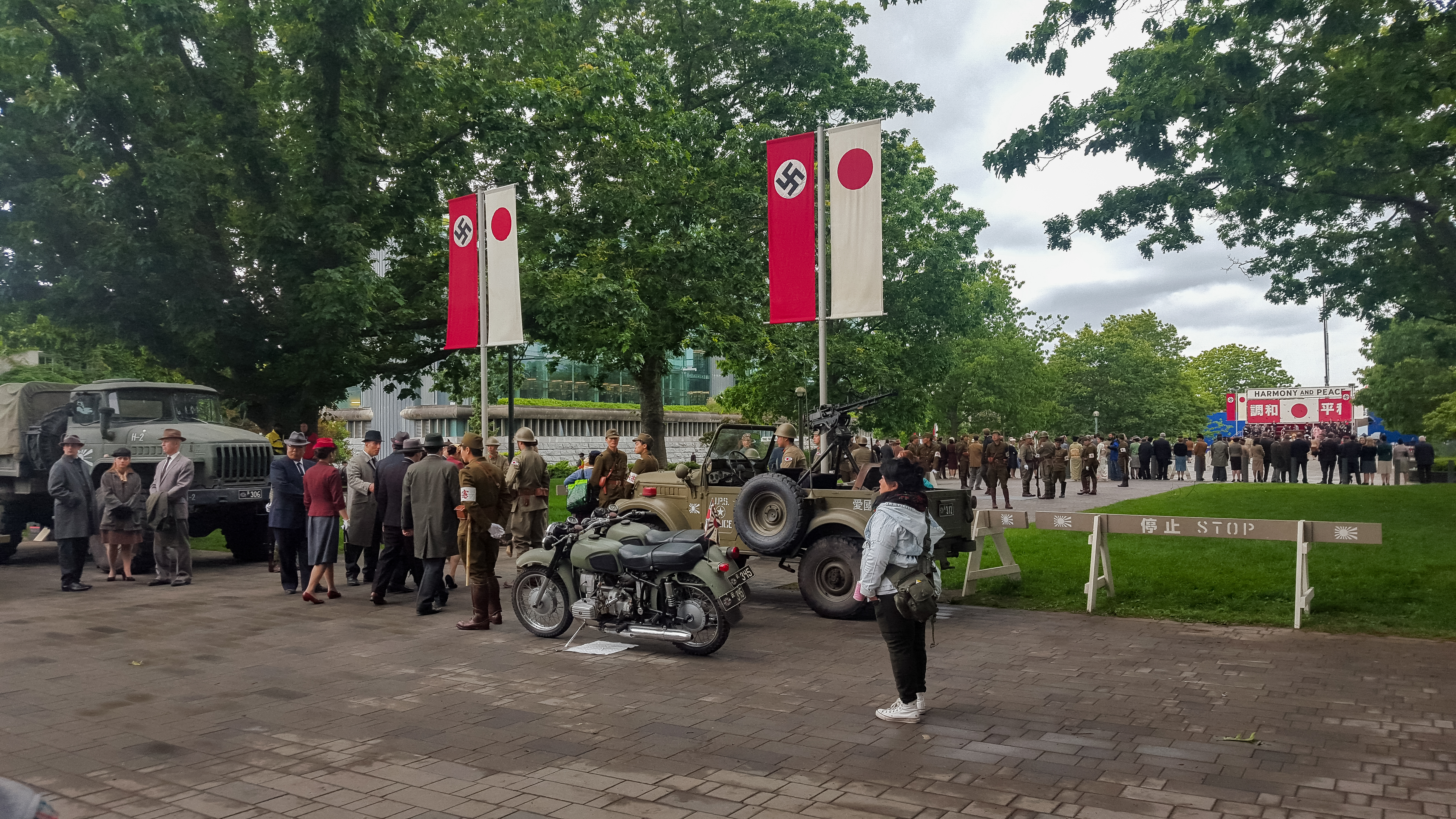
Фільмування серіалу в Університеті Британської Колумбії

Новина про те, що BBC продюсуватиме телеадаптацію «Людини у високому замку» з'явилася 7 жовтня 2010 року. Передбачалося, що це буде міні-серіал в чотирьох частинах за сюжетом Говарда Брендона, тоді як продюсером стане Рідлі Скотт. Про розвиток проєкту довго не було звісток. 11 лютого 2013 року журнал «Variety» повідомив, що  «SyFy» створить адаптацію з 4-х епізодів, а Рідлі Скотт і Френк Спотніц будуть виконавчими продюсерами у співпраці зі «Scott Free Productions», «Headline Pictures» і «Electric Shepherd Productions».
Зрештою за знімання взявся «Amazon.com», готуючи серіал для показу на стримінговому сервісі Prime web. Роман було адаптовано Френком Спотніцем і продюсувалася Рідлі Скоттом, Девідом Цукером і Джорданом Шиханом для кінотелекомпанії «Scott Free», Стюартом Маккінноном і Кристіаном Ботом для «Headline Pictures», а також Айзою Геккетт і Кейлен Іган для «Electric Shepherd» — проєкту з адаптацій творів Філіпа Діка, і компанії з виробництва драматичних серіалів «Big Light Productions». Пілотний епізод було продемонстровано 15 січня 2015 року. Показ був успішним і 18 лютого 2015 року «Amazon.com» схвалили створення повного сезону «Людини у високому замку».

## Реклама
Для реклами першого сезону серіалу в вагон у нью-йоркському метро було заповнено зображеннями символіки Третього Рейху та Японської імперії, а також прапорами штатів під окупацією. Ця акція зазнала осуду з боку пасажирів, проте управління громадського транспорту відмовилися її прибрати з огляду на те, що використана символіка вигадана. Проте після скарг від губернатора штату Нью-Йорк Ендрю Куомо і мера Нью-Йорка Білла де Блазіо, «Amazon» прибрали рекламу.

## Оцінки й відгуки
Серіал «Людина у високому замку» зібрав середню оцінку в 73 бали зі 100 на агрегаторі Metacritic і 95 % на Rotten Tomatoes.
«IndieWire» відзначалося, що «„Високий замок“, за своєю суттю, найкраще працює в найпохмуріші моменти, коли суворі реалії, що ховаються під лискучою поверхнею серіалу, слугують нагадуванням, що звикання є цілком реальним аспектом людської природи, котрий може бути надто простим щоб його визнати. Всесвіт серіалу (принаймні, первинний) — наповнений прихованими жахами, а також жорстокою реальністю, яку люди так часто будують, щоб вижити за будь-яку ціну. 2-й сезон, здається, готовий не лише кинути виклик цьому інстинкту в його персонажах, але й змусити нас усвідомити це в собі — і, сподіваємось, надихнути нас на боротьбу з ним».
«Boston Globe» зауважувалося, що перетворення книги «І обважніє коник» з оригінального роману на кінострічку пішло на користь усьому сюжету, показуючи яку силу (і загрозу) містить візуальне мистецтво. Натомість було розкритиковано гру Алекси Давалос і Люка Клейнтанка, що не відповідає похмурим обставинам, у яких опиняються їхні персонажі. Також стверджувалось, що смерть персонажів виглядає так, наче не має наслідків, що радше не відображає знищення тоталітаризмом індивідуальності, а є наслідком недопрацювань сценарію.
На думку «The Variety», «Ця версія „Людини у Високому Замку“ — це не стільки дослідження персонажів, скільки роздуми про те, як потужні та агресивні сили зростають в суспільстві, від верхівки харчового ланцюга до заводських робітників та секретарів, які повинні шукати способи вижити в рамках системи, котра позбавляє їх шляхів самовираження, не кажучи вже про бунт. Кожна розказана таємниця є небезпечною, кожна прихована — наче кислота роз'їдає відносини чи ідеали. У цій серйозній амбітній драмі небагато надії, проте є моменти живого зв'язку, котрі змушують повірити, що люди — і навіть зображення — можуть змінити світ».